# Asimov's Science Fiction

Coperta revistei din septembrie 2008

Asimov's Science Fiction (ISSN 1065-2698) este o revistă americană de science-fiction care publică science-fiction și fantasy și care perpetuează numele autorului și biochimistului Isaac Asimov. În prezent este publicată de Penny Publications de 10 ori pe an, cu două numere duble: aprilie/mai și octombrie/noiembrie.

## Redactori-șef
- George H. Scithers, 1977-1982
- Kathleen Moloney, 1982
- Shawna McCarthy, 1983-1985
- Gardner Dozois, 1986-2004
- Sheila Williams, 2004-

## Autori publicați în revistă
- Brian W. Aldiss
- Isaac Asimov
- Karen Traviss
- Stephen Baxter
- Elizabeth Bear
- Gregory Benford
- Damien Broderick
- Pat Cadigan
- Orson Scott Card
- Greg Egan
- Harlan Ellison
- Karen Joy Fowler
- Carl Frederick
- William Gibson
- Joe Haldeman
- Janet Kagan
- James Patrick Kelly
- Nancy Kress
- Ursula K. Le Guin
- Ian R. MacLeod
- Daniel Marcus
- Frederik Pohl
- Robert Reed
- Mike Resnick
- Joel Rosenberg
- Mary Rosenblum
- Kristine Kathryn Rusch
- Lucius Shepard
- Robert Silverberg
- Brian Stableford
- Allen Steele
- Bruce Sterling
- Michael Swanwick
- Harry Turtledove
- Kate Wilhelm
- Connie Willis
- Jay A. Parry